# Zhao Xuri
Zhao Xuri (en chino tradicional, 趙旭日; en chino simplificado, 赵旭日; pinyin, Zhào Xùrì; Dalian, 3 de diciembre de 1985) es un futbolista chino que se desempeña como centrocampista. Milita en el Tianjin Quanjian FC.

## Clubes
| Club                 | País  | Año         | Partidos | Goles |
| Dalian Saidelong     | China | 2002        | 0        | 0     |
| Sichuan Guancheng    | China | 2003 - 2004 | 37       | 4     |
| Dalian Shide         | China | 2005 - 2009 | 121      | 10    |
| Shaanxi Renhe        | China | 2010 - 2011 | 50       | 0     |
| Guangzhou Evergrande | China | 2012 - 2015 | 134      | 7     |
| Tianjin Quanjian     | China | 2016 -      |          |       |

## Palmarés

### Campeonatos nacionales
- Dalian Shide
  - Super Liga China: 2005
  - Copa de China de fútbol 2005

- Guangzhou Evergrande
  - Super Liga China: 2012, 2013, 2015
  - Copa de China de fútbol 2012
  - Supercopa de China 2012
  - Copa Nacional China 2016

### Copas internacionales
- Guangzhou Evergrande
  - AFC Champions League: 2013

- Selección de fútbol de China
  - Campeonato de Fútbol del Este de Asia: 2005, 2010.